# Lac du Mont-Cenis
Pour les articles homonymes, voir Mont-Cenis.
Le lac du Mont-Cenis est un lac situé dans le massif du Mont-Cenis à 1 974 mètres d'altitude sur la commune de Val-Cenis en France. Il est situé dans le haut du val Cenise, sur le versant italien du col du Mont-Cenis, passage le plus fréquenté sur l'axe Lyon-Turin-Milan au Moyen Âge entre l'Europe de l'Ouest et la péninsule italienne, alors que le col du Montgenèvre nécessitait un premier franchissement, celui du col du Lautaret et que le col du Petit-Saint-Bernard était plus haut de 107 mètres.

## Emplacement
Si on attribue une contenance de 315 millions de mètres cubes à ce lac de barrage, il est la sixième plus importante retenue d'eau artificielle française (en volume), située à près de 2 000 mètres d'altitude. Se trouvant entièrement sur le territoire français, le lac est situé sur le versant italien du col du Mont-Cenis. Rattachée à la vallée de la Maurienne tant d'un point de vue historique, culturel et économique, la combe est administrée par la commune de Val-Cenis. Autour du lac se trouvent le signal du Grand Mont-Cenis (3 377 m), la pointe de Ronce (3 612 m), la pointe du Lamet (3 504 m), le mont Giusalet (3 312 m), la pointe Droset (2 917 m) et le signal du Petit Mont-Cenis (3 162 m).
De par son emplacement, l'émissaire naturel du lac est la Cenise (Cenischia en italien), qui elle-même se jette dans la Doire Ripaire, affluent du Pô. Le lac fait donc partie du bassin versant du Pô.

## Histoire contemporaine
Le traité de Paris de 1947 voit le territoire de la province de Maurienne s'agrandir d'une superficie de 81,79 km2. Ce nouveau tracé frontalier englobe désormais le col et la combe du lac du Mont-Cenis franchissant ainsi la ligne du partage des eaux. La démarcation de 1947 a été faite pour deux raisons : dans un premier registre, en vertu des réparations de guerre de l'Italie envers la France, le rattachement de cette combe protégeant ainsi la vallée d'une éventuelle nouvelle invasion militaire ; mais également afin de restituer ces territoires aux communes savoyardes du canton de Lanslebourg-Mont-Cenis, en Haute Maurienne, le traité d'annexion de la Savoie de 1860 faisant passer ces alpages de l'autre côté de la frontière nouvellement créé, la Maurienne retrouvant finalement ses frontières historiques.

### Aménagement hydroélectrique

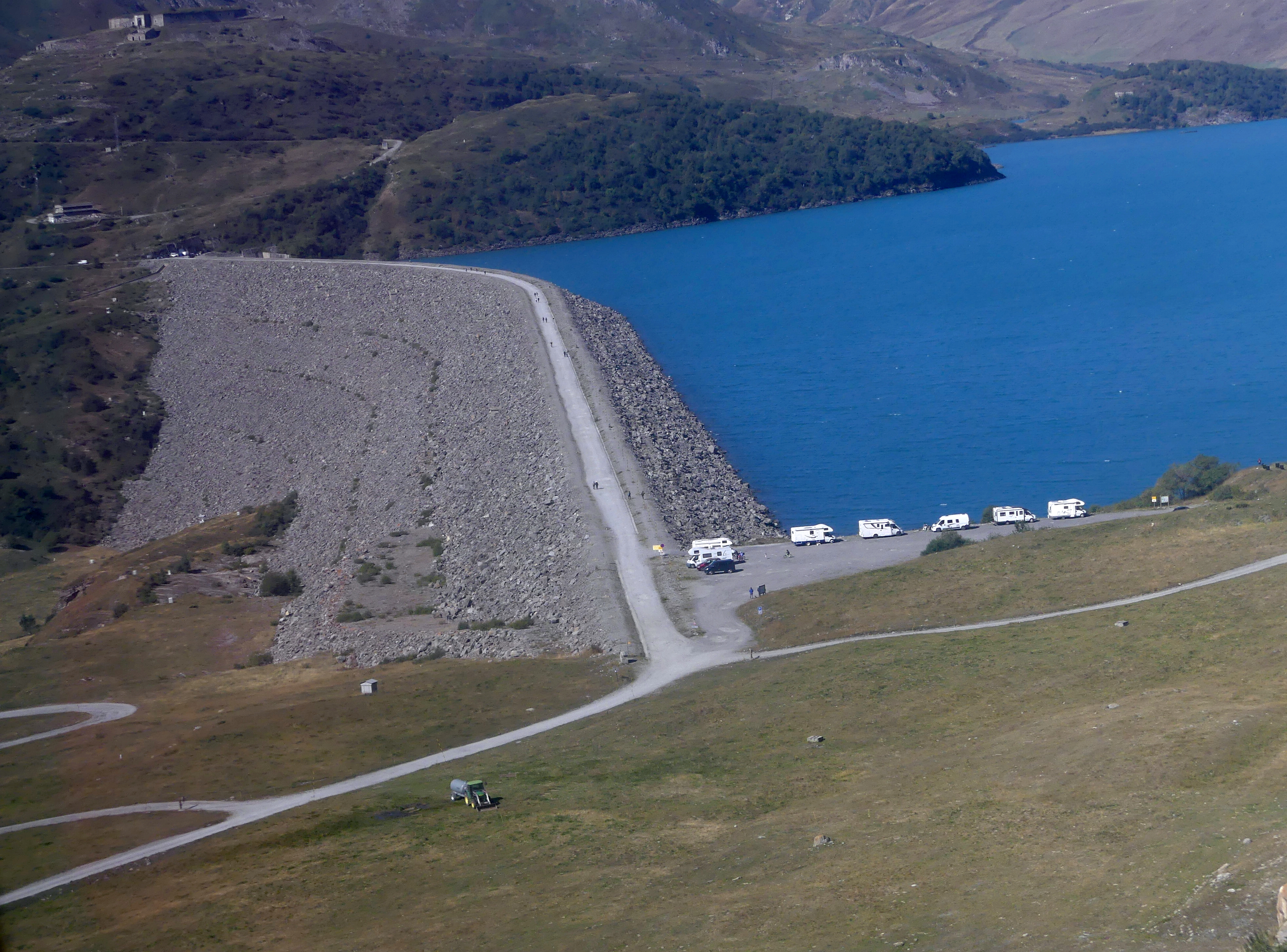
Barrage du Mont-Cenis.

C’est, logiquement, par l’amont, qu’EDF a entrepris entre 1962 et 1969 l’aménagement hydroélectrique intégral de la vallée de l’Arc. Le choix du site du réservoir d’accumulation, au centre du dispositif, s’est porté dans les années 1960 sur le plateau du Mont-Cenis qui venait d’être intégré dans le territoire français depuis le traité de paix avec l’Italie en 1947. Ce plateau cumulait les avantages d’une altitude élevée et d’une topographie de large cuvette naturelle : hauteur de chute et forte capacité étaient garanties ! La difficulté majeure consistait à ancrer le barrage de retenue sur de solides assises géologiques si on s’en tenait à la méthode classique. La solution du barrage-voûte comme à Tignes ou à Roselend s’avérait impossible. Mais EDF était alors riche de l’expérience acquise à Serre-Ponçon, dans la vallée de la Durance : le barrage en terre, résistant à la poussée par sa seule masse ou barrage poids avec un noyau central d’argile pour en assurer l’étanchéité. Les quantités de terre mises en œuvre  ont été sensiblement les mêmes : 15 millions de m3 ici contre 14. Le barrage du Mont-Cenis l’emporte par la longueur (1 500 mètres contre 620) mais il est moins épais (550 m à la base contre 650) et un peu moins haut (115 m contre 122).
La capacité du réservoir du Mont-Cenis est de 320 millions de m3. Les apports naturels sont limités, vu la modeste superficie du plateau (85 km2). Le bassin d’alimentation a été agrandi grâce au réseau d’adductions par lequel sont détournées artificiellement vers la cuvette les eaux de l’Arc supérieur et de ses affluents de rive gauche, Avérole et Ribbon : au total la part française correspond à 270 millions de m3. L’Italie apporte vers la retenue les apports de la Cenischia et du Rio Clarea dont l’écoulement naturel est vers le Pô et l’Adriatique. Au total, 270 millions de m3 proviennent du territoire français, 50 du territoire italien.
Les eaux du réservoir accumulées à la cote maximale de 1 974 mètres, sont donc dirigées en partie vers la centrale hydroélectrique italienne de Venaus (it), au pied du barrage, sous une chute 1 355 mètres avec une production moyenne annuelle de 230 millions de kWh. La part française est turbinée dans la centrale de Villarodin-Bourget sous une chute de 880 mètres au bout d’un tunnel de 18 km qui collecte au passage les apports des affluents de l’Arc Ambin et Saint-Anne. Les meilleures années, 600 millions de kWh sont injectés dans le réseau de transport de force international, le plus souvent, par commodité, vers l’Italie dans le cadre d’un échange entre EDF et ENEL.

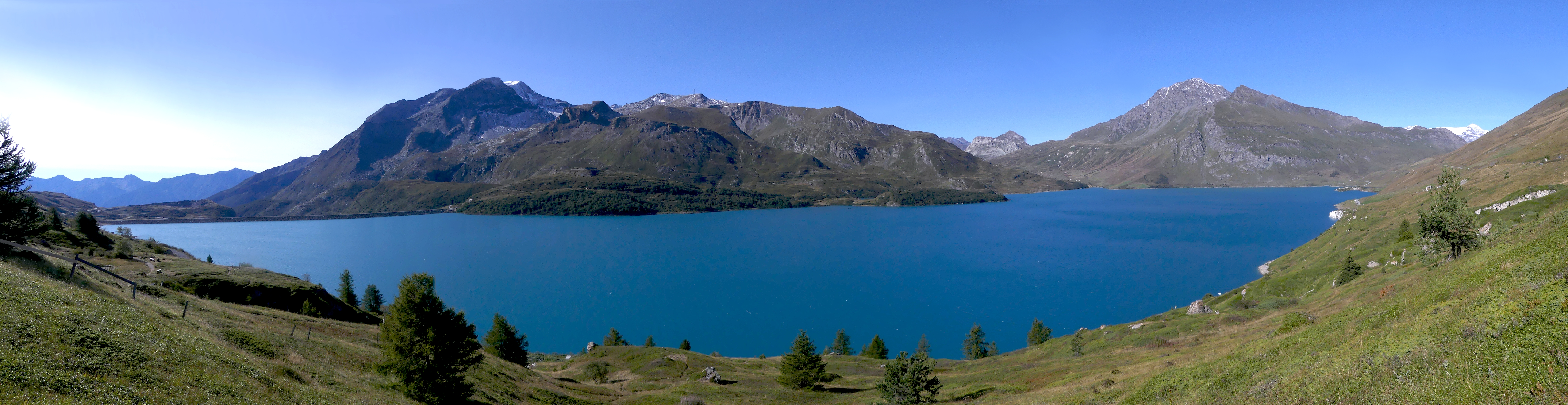
Panorama du lac du Mont-Cenis.
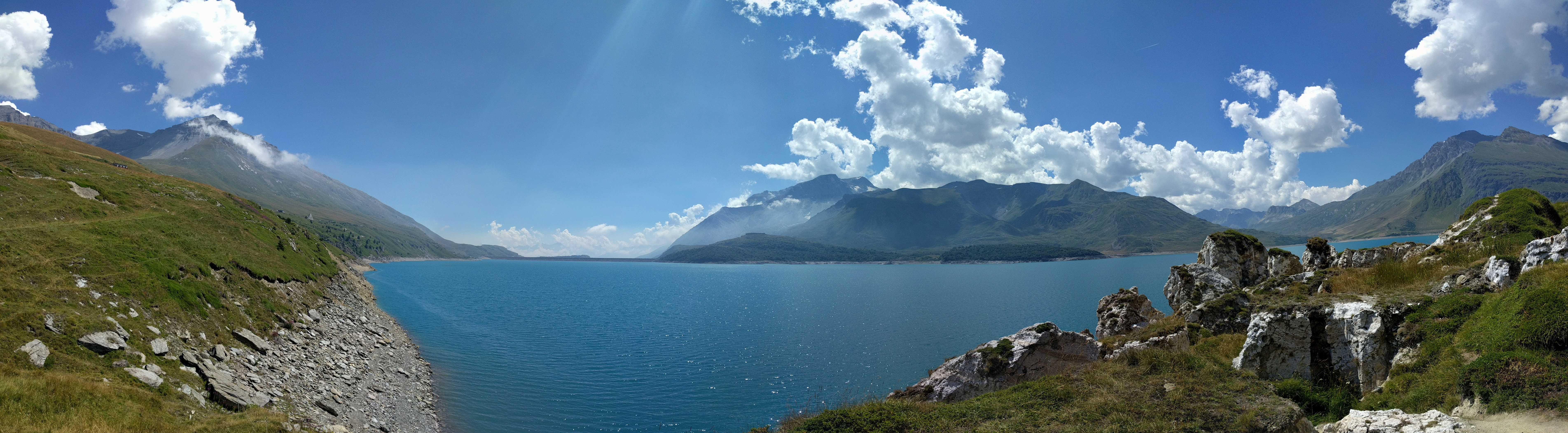
Panorama du lac du Mont-Cenis.
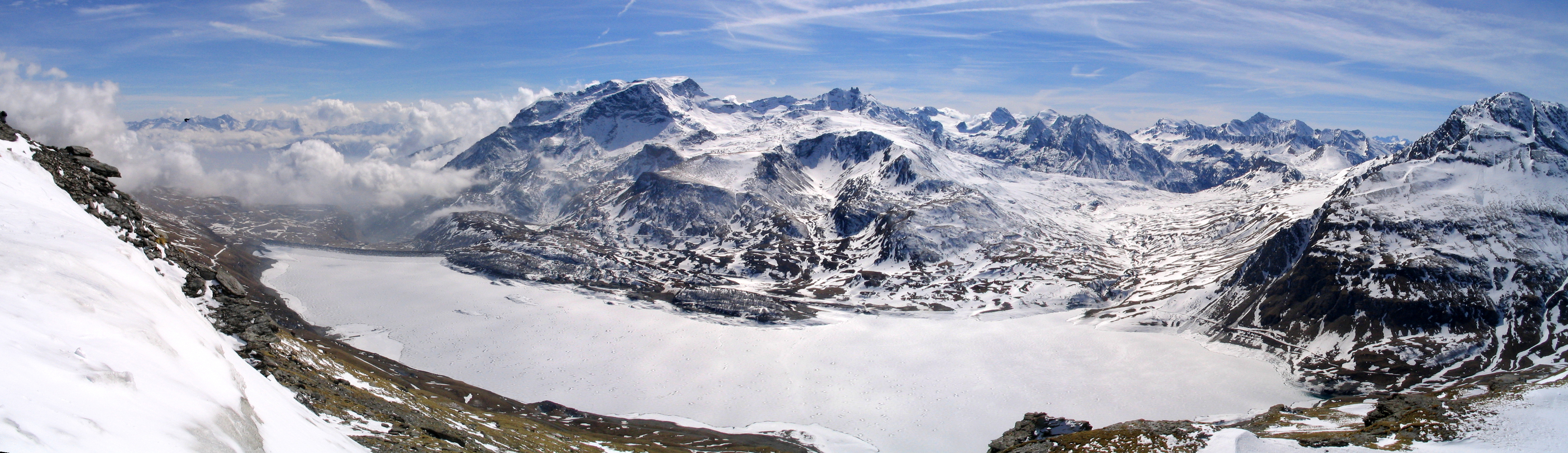
Plateau du Mont-Cenis en Haute Maurienne ; en fond le mont Giusalet et son glacier, au centre le col du Petit Mont-Cenis, et à droite le signal du Petit Mont-Cenis.

### Environnement
La construction du barrage entre 1962 et 1968 a un impact direct sur le col et son plateau. Les chalets d'alpage séculaires, l'hospice et son prieuré sont engloutis par la montée des eaux. Bien que ce lac eût un impact moins important sur l'économie locale que son homologue de Roselend, car étant principalement un lieu d'estive, cela changea de manière définitive le visage du col et le mode de vie des habitants du cœur de la Haute Maurienne, sa construction entraina l'abandon du village de Grand-Croix situé au pied du barrage, qui jusque-là était un point de passage sur la route menant à l'Italie.

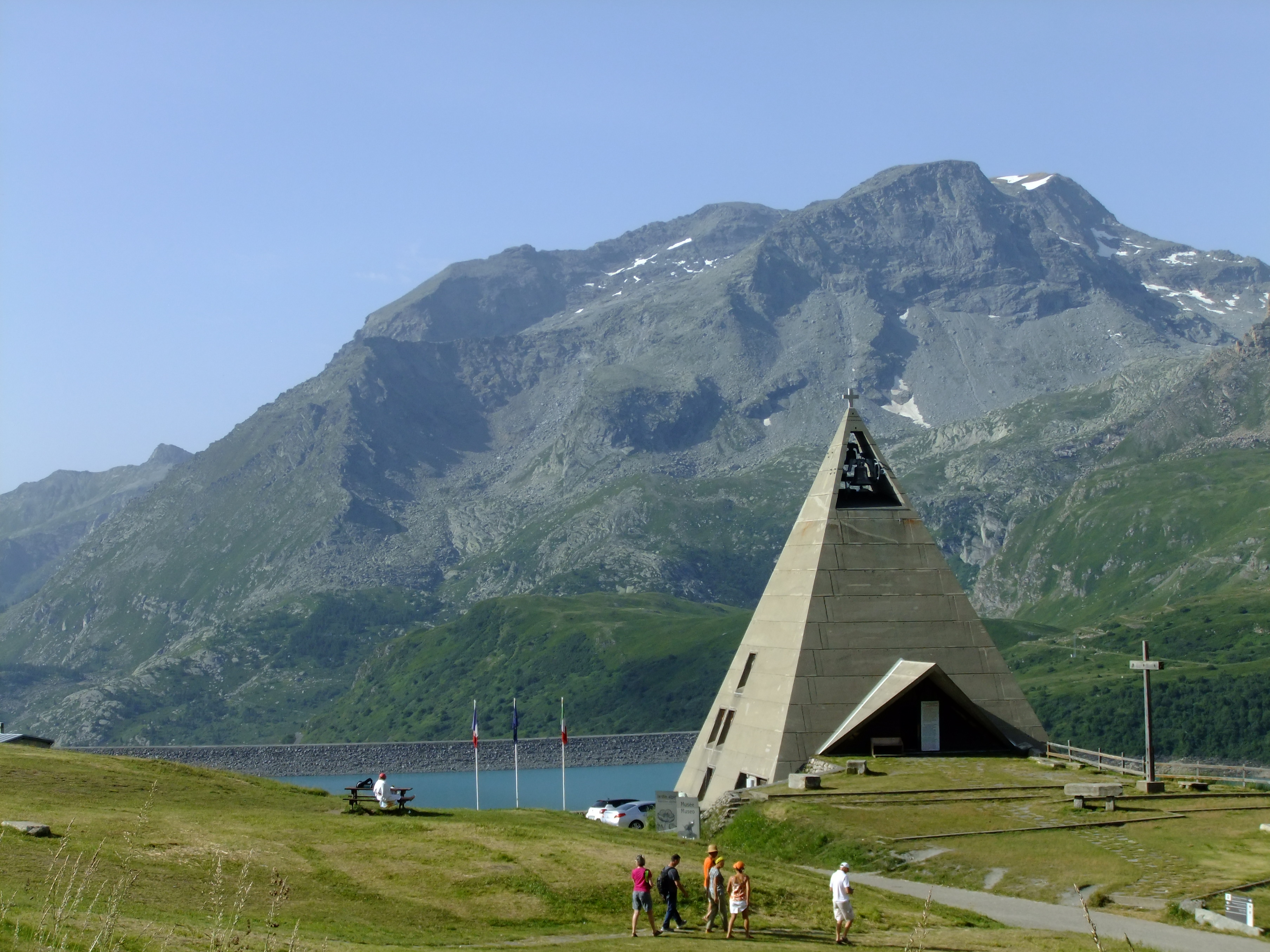
Le barrage et la pyramide de la chapelle et du musée.

La disparition du prieuré est prise en compte par EDF qui édifie à la place une chapelle, consacrée le 21 juillet 1968 par André Bontems, archevêque de Chambéry, évêque de Maurienne et de Tarentaise. Celle-ci de forme pyramidale en béton a été imaginée par Philippe Quinquet.
C'est dans cette optique que la combe a vu naître en 1970, sous l'impulsion du père Fritch, un jardin alpin. Faute d'entretien, ce dernier s'est détérioré jusqu'au début des années 2000. Cette dégradation avancée déclencha une prise de conscience, et grâce aux efforts conjoints du parc national de la Vanoise et des communes environnantes, une zone de protection du biotope accompagnée d'une longue restauration et réaménagement du jardin alpin fut constituée,. Cette valorisation était d'autant plus nécessaire, car non seulement 700 espèces florales de montagne y prospèrent, mais trois d'entre elles se trouvent uniquement dans cet espace protégé et au Spitzberg.